# Quadracythere eichlerae
Quadracythere eichlerae is een mosselkreeftjessoort uit de familie van de Thaerocytheridae. De wetenschappelijke naam van de soort is voor het eerst geldig gepubliceerd in 1997 door Carreno, Coimbra & Sanguinetti.